# Nadine Boos
Nadine Marina Boos (* 1981 in Südwestdeutschland) ist eine deutsche Autorin von Science-Fiction und Jugendliteratur.

## Leben
Nadine Boos studierte Informationswirtschaft. Sie arbeitete mehrere Jahre als Bibliothekarin in öffentlichen Bibliotheken. Ihre erste veröffentlichte Science-Fiction-Erzählung war Photosolaris in der Sammlung Lotus-Effekt (Wurdack-Verlag) im Jahr 2008. Sie veröffentlichte in der Folge mehrere Kurzgeschichten in Anthologien des Wurdack-Verlags und in Nova. Mehrere von ihnen wurden für den Kurd-Laßwitz-Preis und den Deutschen Science Fiction Preis nominiert. Sie gehört zum Autorenteam der Serie Die neunte Expansion. Ihr Debüt in dieser Serie, Der Schwarm der Trilobiten, erschien 2014.
Nadine Boos schreibt Jugendromane unter ihrem Zweitnamen Marina Boos. Ihr erster Roman für Jugendliche, Die Nacht der Geparden, erschien 2013 im Verlag Planet-Girl.
Zurzeit lebt sie in Wetter (Ruhr). Boos war bis 2023 mit dem Science-Fiction-Autor Uwe Post verheiratet.

## Werke

### Romane
als Nadine Boos
- Der Schwarm der Trilobiten. Wurdack-Verlag, Nittendorf 2014, ISBN 978-3-95556-013-3.
- Tanz um den Vulkan. Wurdack-Verlag, Nittendorf 2018, ISBN 978-3-95556-126-0.

als Marina Boos
- Die Nacht der Geparden. Planet-Girl, Stuttgart 2013, ISBN 978-3-522-50328-0.
- App ins Glück, Installieren – Herz verlieren. Planet-Girl, Stuttgart 2014, ISBN 978-3-522-50431-7.
- Jules Welt – Das Glück der handgemachten Dinge. Knaur, München 2016, ISBN 978-3-426-51719-2.
- Jules Welt – Vom Glück der winterlichen Dinge. Knaur, München 2016, ISBN 978-3-426-51968-4.
- Jules Welt – Frühlingsglück und Gartenzauber. Knaur, München 2018, ISBN 978-3-426-52177-9

### Hörbücher (Audio-CD)
- Düsseldorfer Sagen und Legenden: Stadtsagen und Geschichte Düsseldorf. John-Verlag, Bamberg 2010, ISBN  978-3-942-05708-0.
- Aachen Sagen und Legenden: Stadtsagen und Geschichte der Stadt Aachen. John-Verlag, Bamberg 2011, ISBN 978-3-942-05714-1.

## Nachweise
1. ↑  http://www.fantasyguide.de/13612/
2. ↑  Archivierte Kopie (Memento vom 14. Juli 2014 im Internet Archive)